# Nda Mariam

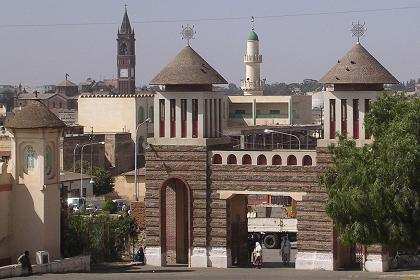
Eingangstor zum Gelände der Kathedrale. Im Hintergrund die Türme der römisch-katholischen Kirche Unserer Lieben Frau vom Rosenkranz und der Zentralmoschee

Nda Mariam (auch: Enda Mariam, Tigrinya እንዳ ማርያም) ist die eritreisch-orthodoxe Kathedrale von Asmara.

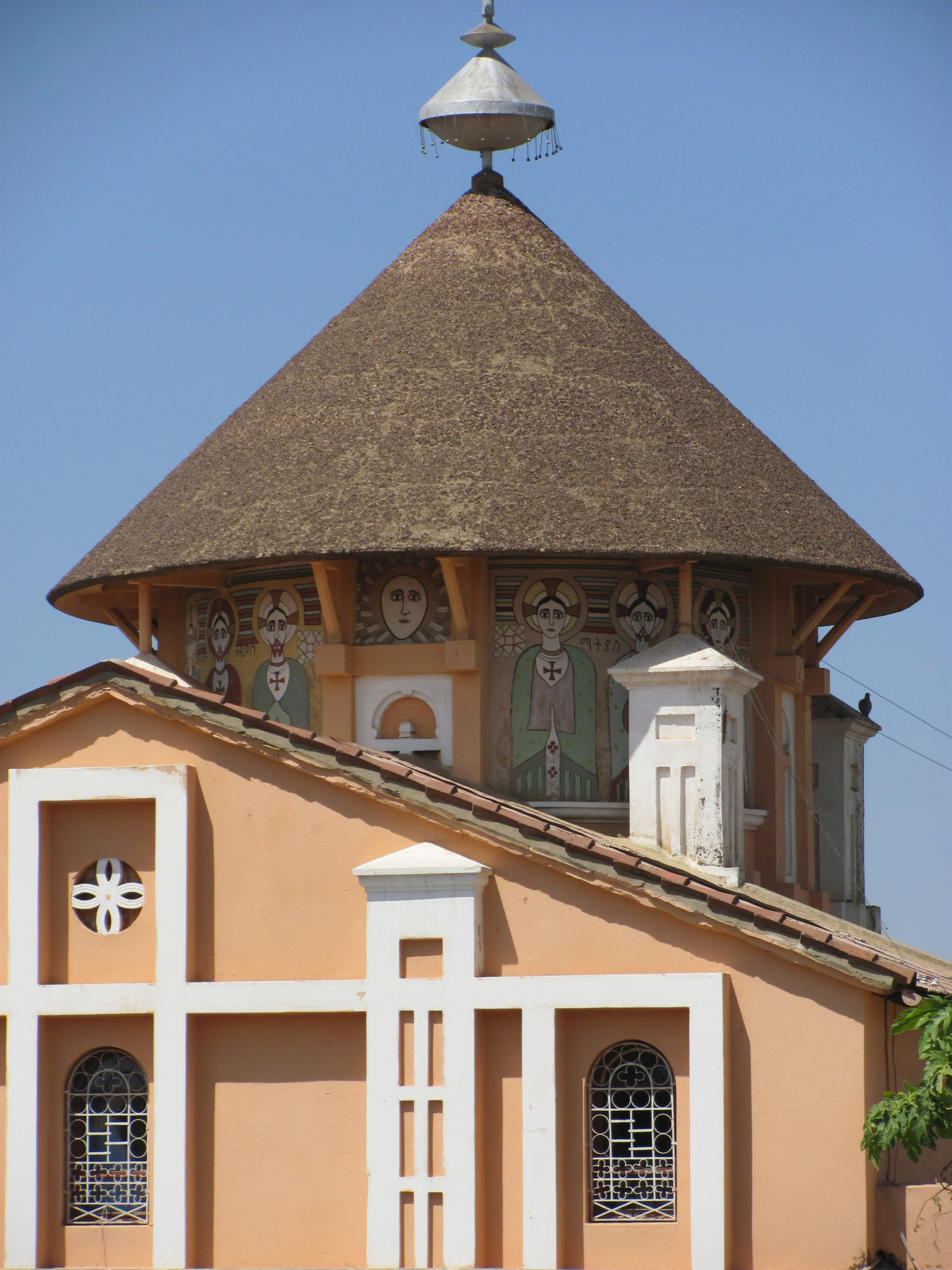
Detail eines Begleitgebäudes der Kathedrale Nda Mariam

## Geografische Lage

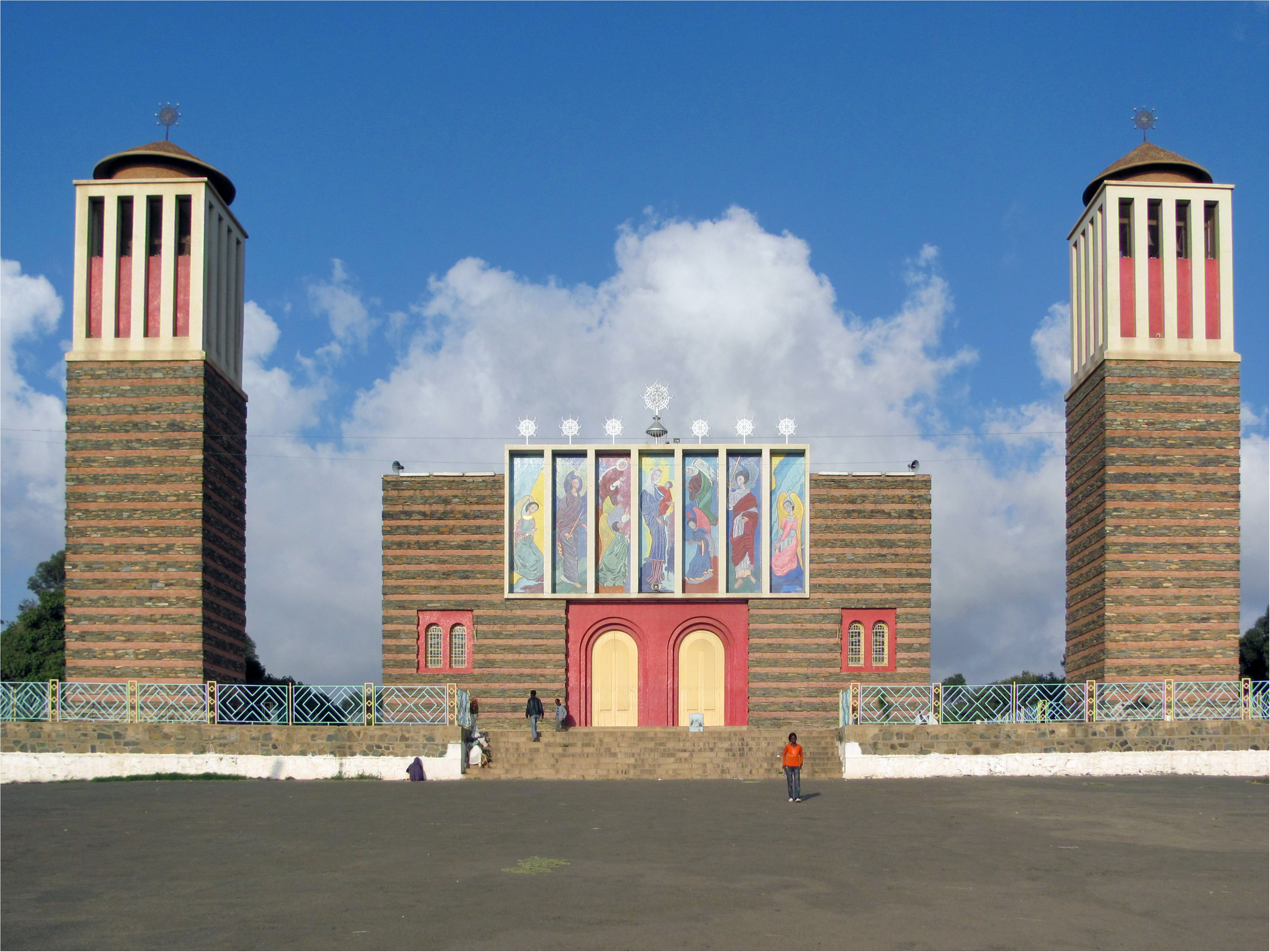
Westfassade

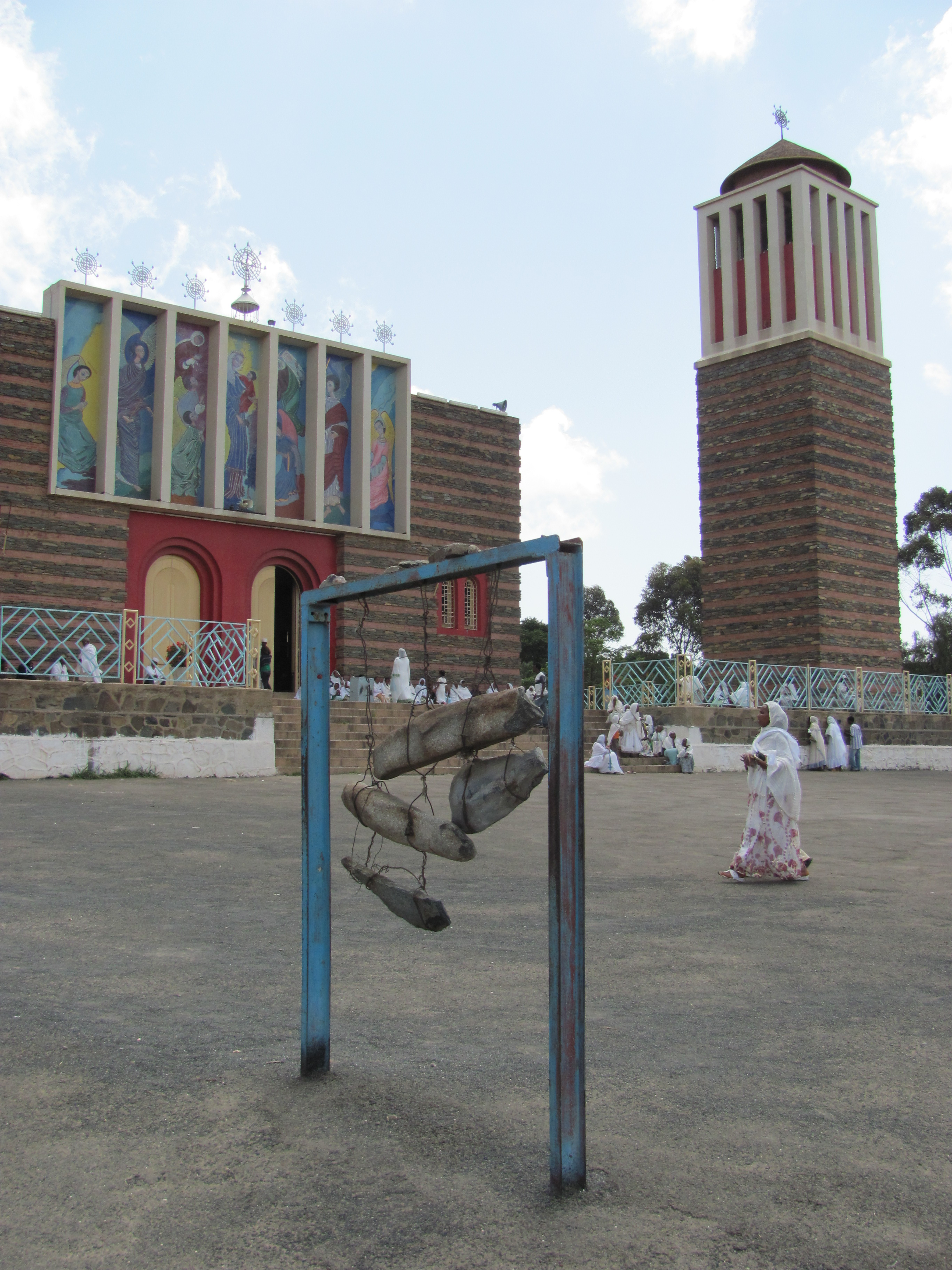
Klangsteine vor der Westseite der Kathedrale

Sie liegt auf der Spitze eines Hügels am Nordostrand der Innenstadt von Asmara. Davor liegt ein weiter, abfallender Hof, der von kirchlichen Gebäuden gerahmt wird, in denen sich unter anderem auch eine Grundschule befindet.

## Vorgeschichte
Die Kirche ist Maria geweiht und hat eine weit zurückreichende Geschichte. Der Legende nach soll bereits um 400 v. Chr. die jüdische Bundeslade aus Jerusalem hierher gebracht worden sein. Wahrscheinlicher ist die Überlieferung, dass sich an dieser Stelle in vorchristlicher Zeit ein sabäischer Tempel befand und eine erste christliche Kirche hier im 7. Jahrhundert errichtet wurde.

## Gebäude
Das heutige Kirchengebäude wurde zwischen 1917 und 1920 nach Plänen des italienischen Ingenieurs O. Cavagnari auf quadratischem Grundriss im Stil der Klassischen Moderne errichtet. 1938 erfolgten Ausbau- und Erweiterungsarbeiten.
Die Anlage nimmt den westeuropäischen Typ der Doppelturmfassade auf, zerlegt ihn jedoch in drei Bauteile: Die Mitte bildet der kubische, massive Block des Kirchenschiffs, der von zwei freistehenden Kirchtürmen flankiert wird. Als oberer Abschluss der Türme dienen Pavillons, die klassischen afrikanischen Rundhütten, Tukuls, nachgebildet sind. Zwischen beiden Türmen führt eine Treppe auf eine Plattform, auf der das Kirchenschiff steht, in das zwei Türen führen. Das äußere Erscheinungsbild von Schiff und Türmen wird durch sich abwechselnde Lagen von Bruch- und Backsteinen geprägt. Damit sollen aksumitische Architekturelemente aufgenommen worden sein. An der Westfassade, über dem Eingang, wurden 1938 sieben hochformatige monumentale Mosaike, die religiöse Szenen darstellen, ergänzt. Darüber befinden sich sieben aksumitische Kreuze.

## Ausstattung
Das Innere der Kathedrale wird durch Fresken gestaltet. Sie stammen aus dem Jahr 1939 und zeigen alttestamentliche Szenen und Szenen aus dem Leben Marias.
Im Vorhof der Kathedrale befinden sich, aufgehängt in einem Metallrahmen, Klangsteine, die mehrere hundert Jahre alt sein sollen und früher als Glocken verwendet wurden. Heute ist die Kathedrale allerdings mit Metall-Glocken ausgestattet, die im südlichen Turm aufgehängt sind.